# Rocky Balboa (Film)
Rocky Balboa (auch bekannt als Rocky VI) ist ein US-amerikanischer Boxerfilm von Regisseur und Schauspieler Sylvester Stallone aus dem Jahr 2006 und sechste Teil der Rocky-Filmreihe. Es hatte am 20. Dezember 2006 US-Premiere und kam am 8. Februar 2007 auch in die deutschen Kinos. Der Film ist eine Co-Produktion von Metro-Goldwyn-Mayer (MGM), Revolution Studios, Columbia Pictures Corporation, United Artists, Rogue Marble und Chartoff-Winkler Productions im Verleih der Sony Pictures Entertainment.

## Handlung
Rocky lebt zurückgezogen in Philadelphia und ist Besitzer des Adrian’s, eines Restaurants, das seine verstorbene Frau 1995 eröffnet hatte. Vom Glanz seiner besten Jahre ist nur noch wenig übrig. Des Weiteren ist er noch sehr von Adrians Krebstod erschüttert und verliert mehr und mehr den Kontakt zu seinem Sohn Robert. Dieser kapselt sich immer mehr von ihm ab, da er es leid ist, ständig im Schatten seines berühmten Vaters stehen zu müssen. Ein Fernsehsender veranstaltet einen virtuellen Kampf zwischen Rocky und dem aktuellen, ungeschlagenen, jedoch mangels gleichwertiger Gegner unbeliebten Weltmeister aller Klassen, Mason „The Line“ Dixon. Aus dieser Simulation geht Rocky Balboa als Sieger hervor. Unter einem gewaltigen Mediendruck und auf Drängen von The Line möchte Rocky es noch einmal wissen. Nach einem harten Training soll er gegen den amtierenden Weltmeister antreten und gerät so wieder in das Blickfeld der Öffentlichkeit, was er eigentlich zu vermeiden suchte. Jedoch stellt er sich dieser Herausforderung, dem letzten großen Kampf in seinem Leben. Nachdem Rocky einen äußerst harten Kampf hinter sich bringt und alle Runden übersteht, gewinnt er die Zuschauerherzen zurück, verliert in diesem Kampf jedoch nach Punkten mit einer Splitentscheidung (95:94 für Rocky und zweimal 94:95 Punkten gegen ihn). Rocky nennt Mason Dixon einen wahren Champ und nimmt ihn kurz in den Arm, dann verlässt Rocky mit seinem Sohn und seiner Freundin Marie die Arena, während Mason Dixon noch etwas seinen wiedergewonnenen Ruhm genießt.
Am Ende küsst er das Grab seiner verstorbenen Frau und sagt, dass er es ohne sie nie geschafft hätte.

## Produktion

### Entstehungsgeschichte

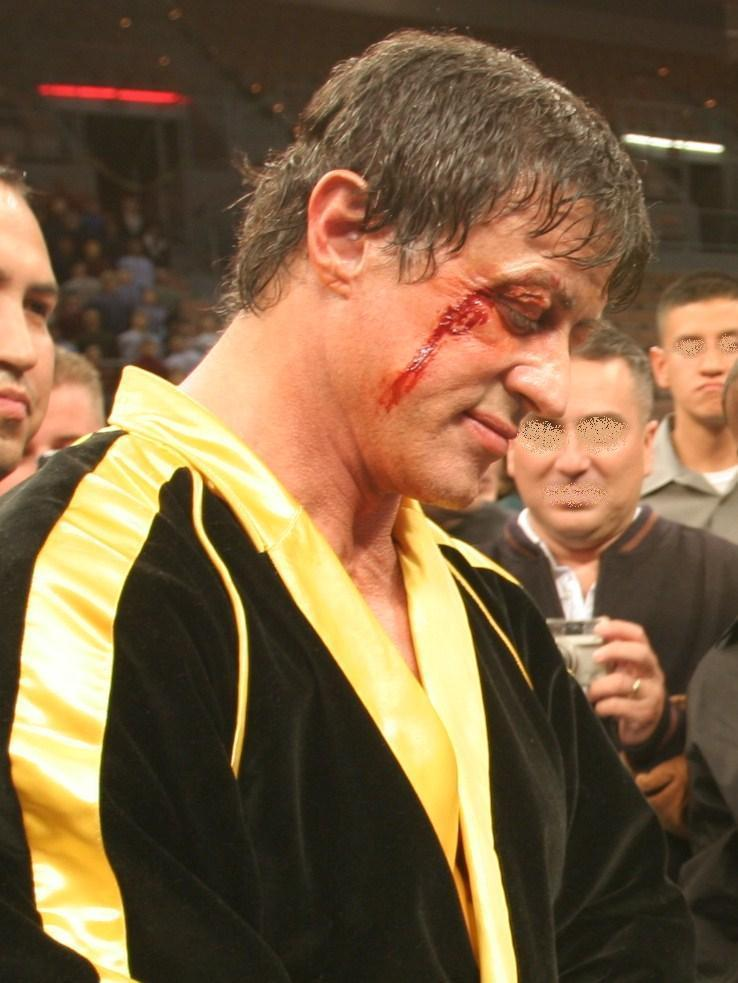
Sylvester Stallone 2005

Die Handlung basiert auf einer Geschichte, die sich um den Schwergewichtsboxer Rocky Marciano dreht, der 1955 seine Karriere ungeschlagen beendete. 1969 diskutierten US-Sportjournalisten über die Rolle des besten Boxers aller Zeiten, dabei ging es um Rocky Marciano und den amtierenden Weltmeister Muhammad Ali. Dieser Kampf wurde mittels Computersimulation ausgetragen, wobei Marciano als Abbruchsieger hervorging.

### Produktion
Die Dreharbeiten des Films liefen vom 2. Dezember 2005 bis zum 11. Februar 2006. Gedreht wurde unter anderem in Las Vegas, Los Angeles und Philadelphia. Der Film hatte ein Budget von 24 Millionen US-Dollar.
Stallone engagierte Antonio Tarver, einen ehemaligen Boxweltmeister mit einer Bilanz von 18 K.-o.-Siegen, damit die Kampfszenen authentischer wirken. Beim Sparring soll sich Stallone den Fuß gebrochen haben sowie bis zur Bewusstlosigkeit verprügelt worden sein. Tarver galt zu jener Zeit dank seiner Siege über Glen Johnson und Roy Jones junior als die unbestrittene Nummer 1 im Halbschwergewicht. Eigens für den Film legte er mehrere Kilogramm an Muskelmasse zu, um die Rolle des Schwergewichts-Boxers Mason Dixon zu verkörpern.
Teile des Kampfes zwischen Rocky und Dixon wurden am 3. Dezember 2005 vor dem WM-Kampf zwischen Jermain Taylor und Bernard Hopkins gedreht. Taylors Promoter war der im Film sich selbst spielende Lou DiBella, welcher mit seiner Firma „DiBella Entertainment“ auch als Veranstalter des Film-Kampfes auftritt.

## Synchronisation
Die deutschsprachige Synchronisation entstand durch Berliner Synchron nach einem Dialogbuch von Andreas Pollak, der auch die Dialogregie führte.
| Rolle                      | Schauspieler        | Sprecher         |
| -------------------------- | ------------------- | ---------------- |
| Robert „Rocky“ Balboa, sr. | Sylvester Stallone  | Thomas Danneberg |
| Paulie Pennino             | Burt Young          | Hans Teuscher    |
| Robert Balboa, jr.         | Milo Ventimiglia    | Julien Haggège   |
| Marie                      | Geraldine Hughes    | Andrea Aust      |
| Tony „Duke“ Everson        | Tony Burton         | Jochen Schröder  |
| Mason „The Line“ Dixon     | Antonio Tarver      | Tobias Kluckert  |
| Steps                      | James Francis Kelly | Tobias Müller    |
| Lou DiBella                | Lou DiBella         | Erich Räuker     |
| Michael Buffer             | Michael Buffer      | Tom Vogt         |
| Joe Corte                  | Joe Cortez          | Rüdiger Evers    |

## Rezeption

### Erfolg
Der sechste Rocky-Teil spielte in den Vereinigten Staaten binnen zwei Wochen das Doppelte seiner Produktionskosten (24 Mill. Dollar) ein.

### Kritiken
„Der Abschluss der ‚Rocky‘-Serie trägt einen 30 Jahre alten Leinwand-Mythos zu Grabe und ist dabei bestenfalls durch seine nostalgischen Rückblicke interessant. Der finale Kampf lässt jede Box-Choreografie und Eleganz vermissen und sucht sein Heil in hektischen Schnittfolgen.“

„Es ist der Abgesang nach dem Abgesang, der Abspann nach dem Film sozusagen, und eigentlich hätte das nicht gelingen können. Es ist aber, letztlich, doch gelungen. Man ist den ganzen Film hindurch skeptisch, man lauert auf Fehler und Peinlichkeiten, doch man verlässt ihn mit dem Gefühl: gekonnt! Der Film ist in den USA bereits ein Kassenerfolg, und das ist Stallone zu gönnen. Er hat einen eigentlich unmöglichen Film gedreht, aber bei allem Respekt, nun ist bitte wirklich Schluss.“

„Tatsächlich ist es Stallone gelungen, einige einprägsame Dialoge zu verfassen und seine alte Geschichte in neuem Gewand zu präsentieren. Es ist, als teile das Publikum Stallones Blick auf eine gemeinsam durchlebte Vergangenheit.“

Die Deutsche Film- und Medienbewertung FBW in Wiesbaden verlieh dem Film das Prädikat „besonders wertvoll“.
Rolf von der Reith schrieb in TV Digital, dass, wenn einer den gealterten Champ glaubwürdig darstellen könne, dies Stallone sei, und dass das menschliche Gefühlsdrama sogar mehr überzeuge, als der eigentliche Höhepunkt des Filmes: der Kampf.